# Райтлер, Кеннет Стэнли
Ке́ннет «Кен» Стэ́нли Ра́йтлер (англ. Kenneth 'Ken' Stanley Reightler, Jr.; род. 1951) — астронавт НАСА. Совершил два космических полёта на шаттлах: STS-48 (1991, «Дискавери») и STS-60 (1994, «Дискавери»), полковник ВМС США.

## Личные данные и образование
Кеннет Райтлер родился 24 марта 1951 года в городе Патаксент, штат Мэриленд. Но своим родным считает город Вирджиния-Бич, штат Виргиния, где в 1969 году окончил среднюю школу. Принимал активное участие в движении «Бойскауты Америки», достиг уровня «Скаут-Орёл». В 1973 году получил степень бакалавра наук в области аэрокосмической техники в Военно-морской Академии США, в городе Аннаполис, штат Мэриленд. В июле 1984 году получил степень магистра наук в области системное управление в Университете Южной Калифорнии. В декабре 1984 года защитил диссертацию в Аспирантуре Военно-морской Академии США и получил степень магистра наук в области аэронавтики.
Женат на Морин Эллен Макгенри, у них две дочери — Кэтерин и Эмили. Увлекается: парусный спорт, виндсерфинг и туризм..

## До НАСА
В августе 1973 года Райтлер начал обучение на военно-морского лётчика в Корпус-Кристи, штат Техас. В августе 1974 года окончил обучение, стал пилотом самолёта P-3C, был распределён на авиабазу в Джэксонвилл, штат Флорида, где служил командиром патрульного самолёта. Он служил в Кеблавике, в Исландии и в Сигонелле, в Сицилии. Затем был направлен на переподготовку, в Америку, в Школу военно-морских лётчиков на авиабазу в Патаксент-Ривер, в штате Мэриленде. После окончания в 1978 году он остался там, в морском испытательном Центре, где служил лётчиком-испытателем и сотрудником проекта по различным программам лётных испытаний самолётов P-3C, S-3 и Т-39. Позже он вернулся в Школу летчиков-испытателей, где стал офицером-инструктором по безопасности при лётных испытаниях и полётах самолётов P-3, Т-2, OV-1, Т-39 и А-7. В июне 1981 года был переведён на авианосец «Дуайт Эйзенхауэр», как офицер по безопасности полётов и связи, совершил два похода по Средиземному морю. В начале 1985 года был переведён на авиабазу ВМС «Лемур» в Калифорнии, где прошёл переподготовку на самолёте F/A-18 Hornet. В марте 1985 года вновь переведён в Школу летчиков-испытателей ВМС США, где был старшим лётным инструктором по авиационным системам, а позже шеф-инструктором. Здесь он обратил внимание на возможность стать астронавтом, сотрудничество с НАСА. Имеет налёт более 5 000 часов на более 60 различных типах самолётов..

## Подготовка к космическим полётам
В 1985 году принял участие в 11-м наборе в отряд астронавтов НАСА. Приглашался на медицинскую комиссию в Хьюстон. В августе 1987 года был зачислен в отряд НАСА в составе 12-го набора, кандидатом в астронавты. Стал проходить обучение по курсу Общекосмической подготовки (ОКП) с августа 1987 года. По окончании курса, в августе 1988 года получил квалификацию «пилот» и назначение в Офис астронавтов НАСА.

## Полёты в космос
- Первый полёт — STS-48[3], шаттл «Дискавери». C 12 по 18 сентября 1991 года в качестве «пилота». Цель полёта — вывод на геостационарную орбиту, с помощью Канадского манипулятора, спутника «UARS» (весом ~6 600 кг) для исследования верхних слоёв атмосферы и озонового слоя Земли. Были проведены эксперименты по изучению развития мышечной массы в условиях невесомости у 8-ми тридцатидневных самок крыс. Полёт миссии STS-48 открывает пятнадцатилетнюю программу НАСА «Миссия планеты Земля», на которую затрачено около 17 млрд.$[4] Продолжительность полёта составила 5 суток 8 часов 28 минут[5].

- Второй полёт — STS-60[6], шаттл «Дискавери». C 3 по 11 февраля 1994 года в качестве «пилота». К основным задачам экспедиции STS-60, помимо нескольких научных экспериментов[7], относятся эксперименты по международной программе «ОДЕРАКС», направленной на обнаружение малоразмерных космических объектов и калибровке радаров и оптических средств в целях отслеживания космического мусора[8], запуск спутника WCF и работы с модулем Спейсхэб. Отделяемый спутник WCF (англ. Wake Shield Facility) предназначен для выращивания тонких плёнок (подложек) из полупроводникового материала методом молекулярно-пучковой эпитаксии в условиях чрезвычайной чистоты окружающей среды и высококачественного (примерно в 10 000 раз выше, чем в земных лабораториях) вакуума. Аппарат являлся прототипом будущих установок по производству материалов для микроэлектроники, и так как на Земле высокий вакуум труднодостижим, эксперимент был направлен на попытку вынести установку в открытый космос (и получить семь образцов тонкоплёночной подложки). Экспедиция STS-60 являлась вторым полётом, где использовался коммерческий лабораторный модуль Спейсхэб. В лаборатории были размещены 12 экспериментов в области биологических исследований и микрогравитации, подготовленные центрами коммерческих разработок НАСА. Продолжительность полёта составила 8 суток 7 часов 10 минут[9].

Общая продолжительность полётов в космос — 13 дней 15 часов 36 минут.

## После полётов
В 1995 году Райтлер покинул НАСА и ушёл из ВМС США в звании капитана. Он стал работать в корпорации Lockheed Martin, как руководитель программы по инженерным испытаниям и анализу контрактов в Космическом Центре имени Джонсона в Хьюстоне, штат Техас. Затем он был назначен Вице-президентом по науке, технике, анализу и тестированию предоставляемых инженерных и научных услуг НАСА Государственным и иностранным заказчикам, в том же Космическом центре. В 2001 году он был назначен на должность Главного Вице-президента Lockheed Martin Space, отвечал за предоставление технических услуг в области машиностроения, науки и техники в гражданском секторе бизнес-пространства, правительству и иностранным клиентам. В августе 2012 года покинул все эти посты и присоединился к профессорско-преподавательскому составу Военно-морской Академии США, в городе Аннаполисе, штат Мэриленд. Он остался независимым бизнес-консультантом государственных и коммерческих организаций в аэрокосмической области. В 2012 году Академией ВМС США было присвоено звание заслуженный профессор в области аэрокосмической инженерии.

## Награды и премии
Награждён: Медаль «За космический полёт» (1991 и 1994), Медаль «За отличную службу» (США), Орден «Легион почёта», Медаль «За похвальную службу» (США), Медаль за службу национальной обороне (США), Медаль «За исключительные заслуги» и многие другие.